# Orgilus parcus
Orgilus parcus är en stekelart som beskrevs av Turner 1922. Orgilus parcus ingår i släktet Orgilus och familjen bracksteklar. Inga underarter finns listade i Catalogue of Life.